# ایمپوینت
ایمپوینت (انگلیسی: Aimpoint) شرکت صنایع جنگ‌افزاری سوئدی است، که در سال ۱۹۷۴ تأسیس شد.